# Orimarga lactipennis
Orimarga lactipennis är en tvåvingeart som beskrevs av Alexander 1966. Orimarga lactipennis ingår i släktet Orimarga och familjen småharkrankar. Inga underarter finns listade i Catalogue of Life.